# Kapel Sint-Jan-in-d'olie

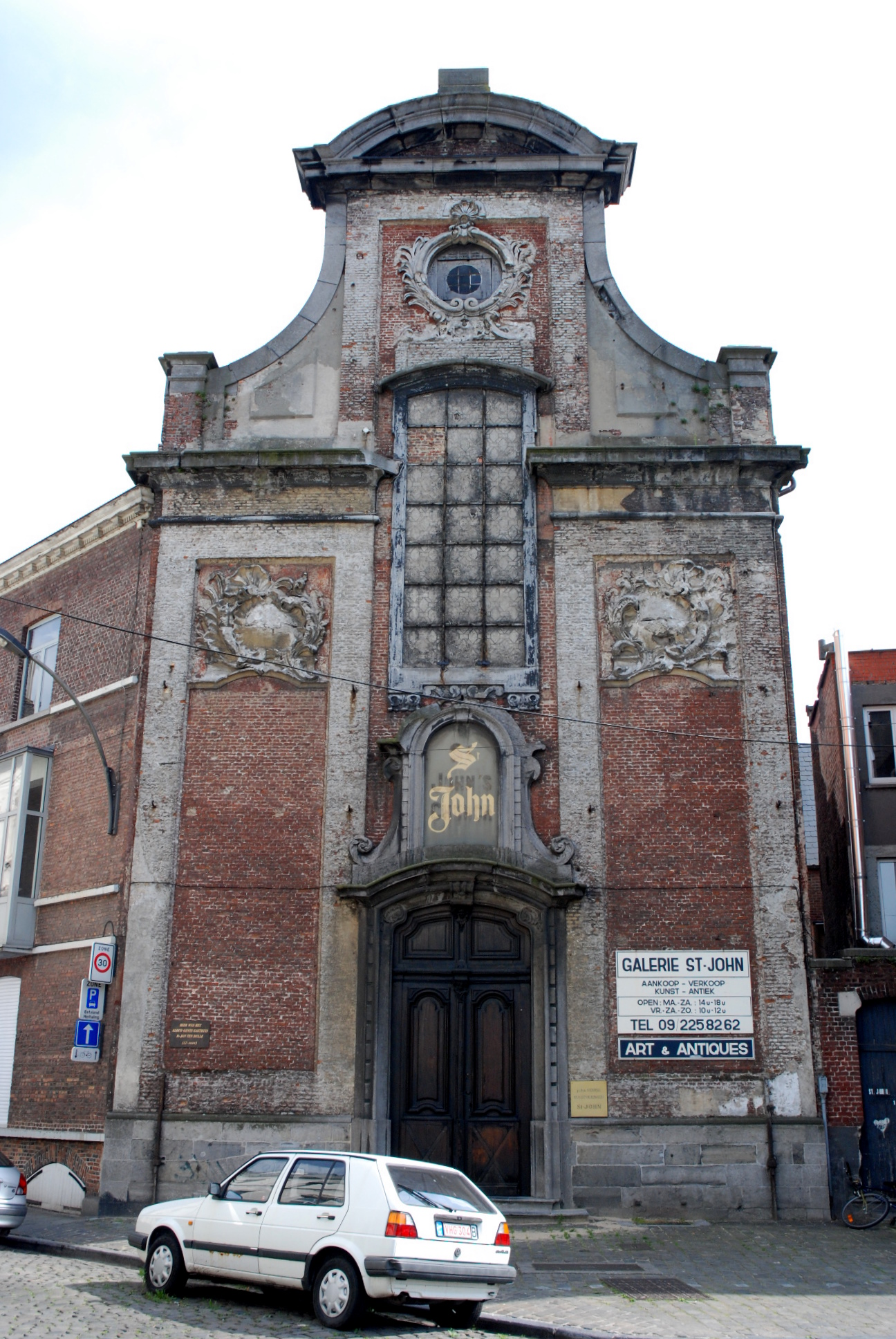
De kapel Sint-Jan-in-d'olie

De Kapel Sint-Jan-in-d'olie, ook gekend als Sint-Jan-ten-Dullen, is een kapel in de Belgische stad Gent, vlak bij de Sint-Jacobskerk.

## Geschiedenis
Na de sloop in 1742 van de oude gotische kapel bouwde meester-metselaar Bernard De Wilde tussen 1743 en 1745 de huidige kapel, een van de zeldzame uitingen van kerkelijke bouwkunst in de 18de eeuw in België. Bij de aanleg van de straat Nieuwpoort werd de site ernstig verminkt.
Het huidige gebouw had in de loop der tijden een aantal functies en benamingen. De kapel maakte eertijds deel uit van het Sint-Janshospitaal, of het godshuis van Sint-Jan-ten-Dullen. Een krankzinnigengesticht, opgericht door schepenen van Gent in de gebouwen omstreeks 1191, was een onderkomen voor geesteszieken en armen die er verzorgd werden door broeders en zusters tot laat in de 18e eeuw. Vanaf het begin van de 19e eeuw was het een tehuis voor oudere vrouwen.
In de 19e eeuw was het complex vanaf 1828 tot 1834 een kosteloze gemeentelijke jongensschool, terwijl de kapel van 1833 tot 1840 werd ingericht als school voor meisjes. Tussen 1820 en 1863 ving men hier zieke kinderen en vondelingen op. Vanaf 1866 hielden protestanten hier hun kerkdiensten. Aan het begin van de 20e eeuw zetelde het bestuur van de burgerlijke godshuizen in de voormalige kloostercellen.
Tegenwoordig is de kapel ingericht als kunstgalerij onder de naam St John's Church.